# Țenovo, Stara Zagora
Țenovo (în bulgară Ценово) este un sat în comuna Cirpan, regiunea Stara Zagora,  Bulgaria. 

## Demografie
Componența etnică a satului Țenovo
     Bulgari (96,17%)
     Nicio identificare (3,82%)
     Altele (0%)
La recensământul din 2011, populația satului Țenovo era de 157 locuitori. Din punct de vedere etnic, majoritatea locuitorilor (96,17%) erau bulgari. Pentru 3,82% din locuitori nu este cunoscută apartenența etnică.